# Hannah Montana 3
Pour des articles plus généraux, voir Discographie de Miley Cyrus et Hannah Montana.
 (février 2025).
Si vous disposez d'ouvrages ou d'articles de référence ou si vous connaissez des sites web de qualité traitant du thème abordé ici, merci de compléter l'article en donnant les références utiles à sa vérifiabilité et en les liant à la section « Notes et références ».
Albums de Hannah Montana (Miley Cyrus)
Hannah Montana 2: Meet Miley Cyrus
(2007) Hannah Montana Forever (bande originale)
(2010)
Hannah Montana 3 est la troisième bande originale de la série télévisée Hannah Montana, elle est sortie le 6 juillet 2009. Cependant, Let's Do This et Let's Get Crazy apparaissent déjà dans le film : Hannah Montana, le film.

## Liste des titres
| No  | Titre                                                 | Auteur | Durée |
| --- | ----------------------------------------------------- | --- | ----- |
| 1.  | It's All Right Here (Hannah Montana)                  | Antonina Armato, Tim James                                                                                  | 3:49  |
| 2.  | Let's Do This (Hannah Montana)                        | Derek George, Tim Owens, Adam Tefteller, Ali Theodore                                                       | 3:32  |
| 3.  | Mixed Up (Hannah Montana)                             | Kara DioGuardi, Marti Frederiksen                                                                           | 3:52  |
| 4.  | He Could Be The One (Hannah Montana)                  | Kara DioGuardi, Mitch Allan                                                                                 | 3:00  |
| 5.  | Just a Girl (Hannah Montana)                          | Toby Gad, Arama Brown                                                                                       | 3:35  |
| 6.  | I Wanna Know You (Hannah Montana ft. David Archuleta) | Chen Neeman, Jeannie Lurie, Aris Archontis                                                                  | 2:47  |
| 7.  | Supergirl (Hannah Montana)                            | Dan James, Kara DioGuardi                                                                                   | 2:54  |
| 8.  | Every Part Of Me (Hannah Montana)                     | Adam Watts, Andy Dodd                                                                                       | 3:30  |
| 9.  | Ice Cream Freeze (Let's Chill) (Hannah Montana)       | Matthew Gerrard, Robbie Nevil                                                                               | 3:07  |
| 10. | Don't Wanna Be Torn (Hannah Montana)                  | Kara DioGuardi, Mitch Allan                                                                                 | 3:28  |
| 11. | Let's Get Crazy (Hannah Montana)                      | Colleen Fitzpatrick, Michael Kotch, Dave Derby, Michael "Smidi" Smith, Stefanie Ridel, Mim Nervo, Liv Nervo | 2:35  |
| 12. | Let's Make This Last Forever (Mitchel Musso)          | Justin Gray, Michael Raphael, Sam Musso, Mitchel Musso                                                      | 3:12  |
| 13. | If We Were A Movie (Hannah Montana ft. Corbin Bleu)   | Jeannie Lurie, Holly Mathis                                                                                 | 3:04  |